# Jörg W. Gronius
Jörg Werner Gronius (* 18. September 1952 in Berlin) ist ein deutscher Schriftsteller und Publizist.
Gronius entstammt dem Berliner Arbeitermilieu. Er studierte Theaterwissenschaft, Germanistik, Ethnologie und Religionswissenschaft an der Freien und der Technischen Universität Berlin. Von 1979 bis 1982 war er Dramaturg an der Schaubühne Berlin. 1983 promovierte er in Theaterwissenschaften und war danach bis 1997 an wechselnden Schauspielhäusern als Dramaturg und Regisseur tätig, so am Wiener Burgtheater, an der Freien Volksbühne und den Staatlichen Schauspielbühnen in Berlin und dem Deutschen Schauspielhaus in Hamburg. Heute lebt er als freier Schriftsteller in Saarbrücken.
Gronius ist bislang als Autor von Dramen, Libretti, Prosa, Lyrik, Features, Essays und Romanen hervorgetreten. Außerdem ist er Mitglied im PEN-Zentrum Deutschland.

## Auszeichnungen
- 2007: Ben-Witter-Preis
- 2005: Förderpreis zum Nicolas-Born-Preis des Landes Niedersachsen
- 1996: Medienpreis der Deutschen AIDS-Stiftung

## Werke (Auswahl)
- Was war ist & sein wird. Roman. PoCul, Saarbrücken 2021. ISBN 978-3-929435-27-6.
- Horch. Roman. Weidle, Bonn 2012. ISBN 978-3-938803-36-3.
- Im Reich der Fische. Kurzgeschichten. Saarbrücken: Conte, 2009. ISBN 978-3-936950-98-4.
- Plötzlich ging alles ganz schnell. Roman. Weidle, Bonn 2007. ISBN 978-3-938803-02-8.
- Der Junior. Roman. Bonn: Weidle, 2005. ISBN 3-931135-86-1.
- Beckfeld Vertigo. Gedichte. Bargfeld: Bücherhaus, 2003. ISBN 3-930713-91-8.
- Das Wunder Hannover. 13 Kurzgeschichten. Hannover: Wehrhahn, 2002. ISBN 3-932324-98-6.
- Ein Stück Malheur. Roman. Bonn: Weidle, 2000. ISBN 3-931135-48-9.
- mit Wend Kässens: Tabori. Essays. Frankfurt am Main: Athenäum, 1989.
- mit Wend Kässens: TheaterMacher. Gespräche mit Luc Bondy, Jürgen Flimm, Hansgünther Heyme, Hans Neuenfels, Peter Palitzsch, Claus Peymann, Frank-Patrick Steckel, George Tabori, Peter Zadek. Frankfurt am Main: Athenäum, 1987.
- Kafka im Theater. Über Adaptionen des „Prozess“ und Menschen im Hotel. Univ.-Diss., Freie Universität Berlin, 1983.

zusammen mit Bernd Rauschenbach
- Stücke 4. Wien: edition echoraum, 2007. ISBN 978-3-901941-30-6.
- mit Thomas Quasthoff: Sein Wunder. Sein Maß: Erhard. Die Heinz-Ludwig-Erhardt-Revue (2 CDs). Berg: AME hören, 2004. ISBN 978-3-938046-05-0.
- Ich bin allein gegen 2000 Tiger oder wo ist das Problem? Stücke 3. Kiel: Ludwig, 2002. ISBN 3-933598-62-1.
- Modersohn oder Kleine Einführung in die Katapultjagd. Stück in zwei Akten. – Uraufführung: echoraum Wien, 10. März 2001.
- Ja, wenn die Bukolik nicht wär! oder Samson, knall den Segen rein oder Weltrekord wider Willen oder die Hermannshofschlacht. Ein Pfingstspiel nach dem Frühstück mit Prozessionszwang. Hannover: Wehrhahn, 2001. ISBN 3-932324-63-3.
- Tonstörungen aus Philadelphia oder Heidelinde, ich weiß. Kurze Stücke mit Gebrüll (CD). Köln: BMG Wort, 2000. ISBN 3-89830-076-5.
- Stellen aus der Welt. Eine dramatische Historiographie in einem Vorspiel und 2000 Akten. Hrsg. vom Gronius-Rauschenbach-Centre, Wien. Wien: edition echoraum, 2000.
- Stücke 2. Bonn: Weidle, 1997. ISBN 3-931135-29-2.
- Stücke 1. Wien: edition echoraum, 1993.
- Ich bin allein gegen zweitausend Tiger oder die allgemeinen Sachen der Menschheit oder „Meine Herren, erheben Sie sich von den Plätzen!“. Eine Unterstzuoberstkehrung unser aller Mutter in noch nicht abzusehenden Wälzungen.  Neu-Isenburg: Patio-Verlag, 1991.
- Probst Grüber und anderes. Nachwort von Karl Riha. Frankfurt am Main: Patio-Verlag, 1978.

als Librettist
- Ganna oder die Wahnwelt. Oper in vier Akten nach dem Roman Joseph Kerkhovens dritte Existenz von Jakob Wassermann. Libretto von Jörg W. Gronius, Musik von Hans Kraus-Hübner. – Uraufführung: Stadttheater Fürth, 18. Oktober 2007.
- Scherz, Satire, Ironie und tiefere Bedeutung. Komische Oper frei nach Christian Dietrich Grabbe. Libretto von Jörg W. Gronius, Musik von Detlev Glanert. – Uraufführung: Opernhaus Halle, 2. Februar 2001.